# Walter Kucharski
Walter Kucharski (* 20. Juni 1887 in Friedrichshof (Ostpreußen); † 11. November 1958 in Berlin) war Professor für Mechanik und Rektor an der Technischen Hochschule Berlin (ab 1945 Technische Universität Berlin).

## Leben
Kucharski war bis 1931 in der Industrie tätig, zuletzt als Abteilungsleiter bei der Deutschen Werft in Hamburg. Seit April 1931 lehrte Kucharski als ordentlicher Professor für Mechanik an der Fakultät für Maschinenwesen der Technischen Hochschule Berlin. Ab 1939 war er zusätzlich im gleichen Fach in der Fakultät für Bauwesen (Fakultät II) und ab Wintersemester 1942/42 auch in der Fakultät IIa Bauingenieurwesen als Ordinarius verpflichtet.
Walter Kucharski ist der Vater von Heinz Kucharski, der eine zentrale Rolle im „Hamburger Zweig der Weißen Rose“ spielte.

## Rektorat
Nach der Rückkehr aus sowjetischer Kriegsgefangenschaft war Kucharski Mitglied eines Arbeitsausschusses „zur Vorbereitung der Wiedereröffnung der Technischen Hochschule“, der sich im Mai 1945 mit Gustav Hertz, Max Volmer, Werner Hahmann und anderen gebildet hatte. Am 2. Juni 1945 wurden zuerst Gustav Hertz und Max Volmer zum Rektor bzw. Prorektor gewählt. Nachdem diese das Angebot angenommen hatten, künftig in der Sowjetunion zu forschen, wurden Georg Schnadel zum kommissarischen Rektor und Walter Kucharski zum kommissarischen Prorektor gewählt. Als Schnadel von einem Aufenthalt in Westdeutschland nicht zurückkehrte, wurde Kucharski im Januar 1946 (zunächst kommissarisch) zum Rektor ernannt.
Seine Hochschulpolitik definierte Kucharski als „antifaschistisch“ und „antimilitaristisch“. Er war nach eigenen Worten aufgeschlossen „gegenüber den gewerkschaftlichen und sozialistischen Bestrebungen“. Die Hochschule sollte nach seinen Vorstellungen nicht „engstirnige Fachleute“ hervorbringen, sondern „vollwertige Persönlichkeiten“. Dieses Programm war im Lehrkörper der TU Berlin nicht mehrheitsfähig. Kucharski verlor die Unterstützung seiner Kollegen und musste im September 1947 als Rektor zurücktreten.